# Eduarda Lapa
Maria Eduarda Lapa de Sousa Caldeira OSE (Trancoso, 15 de outubro de 1895 — Lisboa, 9 de setembro de 1976), mais conhecida por Eduarda Lapa, foi uma pintora e professora de pintura. Na sua actividade pictórica destacou-se pela excelência na técnica da pintura a óleo e pastel, e no desenho de traço seguro, correcto e elegante. Especializou-se na pintura naturalista, sobretudo na representação de naturezas-mortas e de flores, ficando conhecida como a “pintora das flores” e "embaixadora das cores", sendo considerada entre os grandes cultores do género. Foi sócia efectiva da Sociedade Nacional de Belas Artes e a primeira mulher a integrar a direcção da instituição.

## Biografia
Nascida no dia 15 de outubro de 1895, em Trancoso, Maria Eduarda Lapa de Sousa Caldeira era proveniente de uma família burguesa natural da Guarda, filha de Ernesto Coutinho de Vilhena de Sousa Caldeira e de Laura de Almeida Lapa. Com poucos anos de idade, partiu com os pais para Coimbra onde frequentou o Liceu José Falcão e o Colégio Português, onde desenvolveu o seu gosto pelas artes.
Anos mais tarde, com uma carta de recomendação do Dr. Joaquim Martins de Carvalho, um proeminente jornalista de Coimbra, mudou-se para a cidade do Porto, onde foi aceite como pupila no atelier do pintor e mestre Artur Loureiro. Pouco tempo depois, em 1922, voltou a mudar-se, desta vez para Lisboa, onde se tornou discípula da pintora Emília dos Santos Braga, aluna do mestre José Malhoa, que lhe cultivou o interesse pela pintura de "figura" para além das naturezas-mortas, e ainda do professor Armando de Lucena, com quem teve aulas de pintura ao ar livre no Jardim da Estrela, sendo introduzida ao naturalismo.
Durante esse período e nos anos que se seguiram, realizou inúmeras exposições colectivas e individuais que suscitaram não só o interesse do público como o dos periódicos e revistas de então, que noticiaram e publicitaram com grande fervor o seu trabalho na pintura e a apelidaram de "pintora das flores". De destacar, realizaram-se as exposições no Salão Nobre dos Paços do Concelho de Trancoso (1917), no Salão Nobre da Câmara Municipal de Coimbra, no Salão «O Primeiro de Janeiro» (1921), na Sociedade Nacional de Belas Artes (1923, 1924, 1929, 1936, 1943, 1955), no Salão Bobone (1925), no Salão do Teatro Nacional de Lisboa (1927), no Salão da Papelaria Progresso, no Salão de Festas d'O Século, no Museu João de Deus, na Voz do Operário e no Palácio Foz de Lisboa (1952), no Museu Grão Vasco em Viseu (1924), na Escola Industrial e Comercial Domingos Sequeira de Leiria (1925), no Salão de Festas do O Primeiro de Janeiro (1925), no Salão Silva Porto (1929, 1954), no Salão Fantasia e na Sociedade de Belas Artes do Porto, havendo ainda registos de outras exposições nos Açores, Madeira e na Galeria Jorge do Rio de Janeiro, Brasil (1928), onde lhe deram o nome de "embaixatriz das cores".
Em 1930, incentivada pelo Mestre José Malhoa, que a chamava de "neta", decidiu continuar os seus estudos e partiu para Paris, ingressando na Académie de la Grande Chaumière, na Académie Ranson,  no atelier de Émile Renard e ainda na Académie Moderne, dirigida pelos pintores Henry Royer e Jean Marchand, onde se tornou na primeira artista portuguesa inscrita. Durante a sua estadia em França, travou amizade com os pintores Helena Pereira da Silva, Waldemar da Costa, Ryokai Ohashi, Árpád Szenes e Maria Helena Vieira da Silva, com a qual viria anos mais tarde a partilhar um atelier em Lisboa.[carece de fontes?]
De volta a Lisboa, ainda na década de 30, continuou a produzir obras de arte de cariz naturalista, focando-se para além das naturezas-mortas e dos motivos florais nas paisagens campestre, marítimas e retratos da vida rural, assim como orientou cursos de desenho e pintura, tendo como objectivo desenvolver as capacidades técnicas e artísticas das suas alunas.
Em entrevista  ao periódico Diário de Lisboa  revelou que a inspiração dos seus quadros devia-se às paisagens da sua terra natal, Trancoso, na Guarda, e à costa portuguesa, sobretudo entre Aveiro e Nazaré. Ainda na mesma entrevista, revelou algumas das suas preocupações, nomeadamente sobre o facto de não existirem mais mulheres artistas, muitas por se terem casado e não lhes ser permitido pela família seguirem uma carreira, como havia visto em primeira mão com muitas das suas pupilas, assim como o facto de existirem "vários e bons salões" para expor em todo o país que no entanto preferiam fechar as suas portas às artistas, sem lhes darem explicações válidas. Após a divulgação das suas palavras, foi convidada por Maria Lamas a integrar o Conselho Nacional das Mulheres Portuguesas (CNMP), uma organização feminista, dedicada à defesa dos direitos sociais e políticos das mulheres, tendo participado em diversas iniciativas e presidido à secção de Arte em 1939.

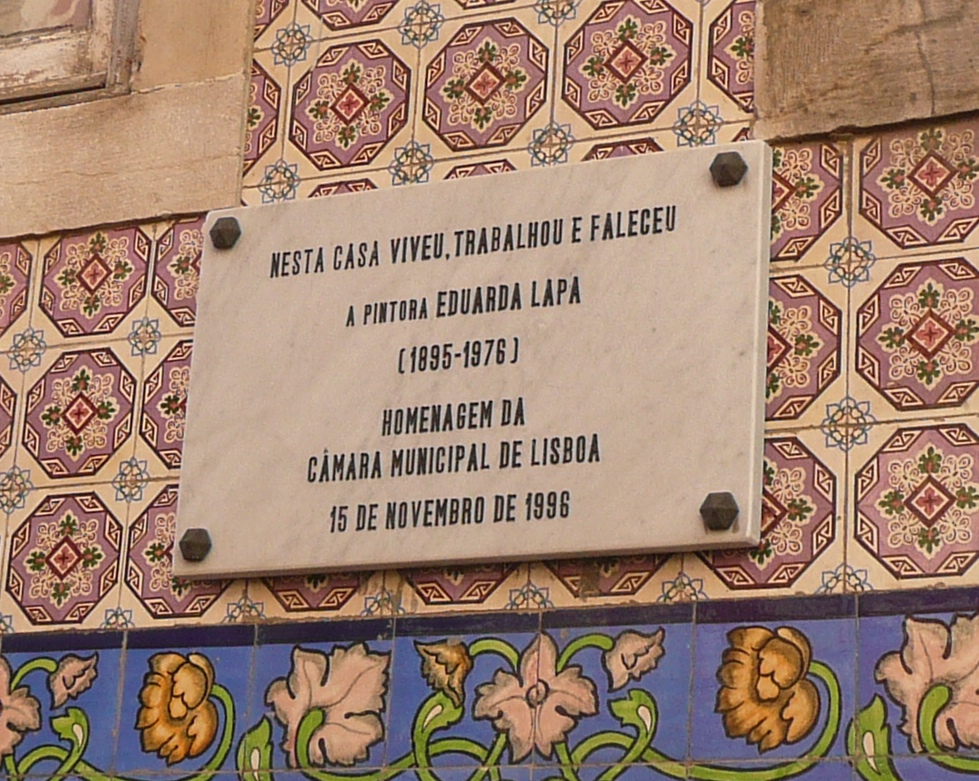
Placa afixada no edíficio da Rua Capitao Renato Baptista, em Lisboa, em homenagem a Eduarda Lapa

Em 1940, tornou-se numa das impulsionadoras da criação do Museu Regional da Guarda, ao qual doou algumas das suas obras e organizou a exposição inaugural.
Dois anos mais tarde, organizou a Primeira Exposição Feminina de Artes Plásticas realizada em Portugal, com o apoio do Conselho Nacional das Mulheres Portuguesas, em Lisboa, e tornou-se sócia efectiva da Sociedade Nacional de Belas Artes, sendo a primeira mulher a fazer parte da sua direcção.
Nos seguintes anos, organizou a exposição "Arte Naturalista Portuguesa" (1944), foi-lhe atribuída a Medalha de Honra da Cidade de Lisboa (1944), e pela Sociedade Nacional de Belas Artes a 1ª Medalha em pastel (1943), 1ª Medalha em óleo (1944), Medalha de Honra em pastel (1948) e Medalha de Honra em óleo (1954), foi agraciada com o Grau de Oficial da Ordem Militar de Sant'Iago da Espada (2 de junho de 1950), recebeu a Medalha de Ouro atribuída pelo Salão do Estoril (1950) e fez-se representar nas exposições de Sevilha, Espanha (1952) e de Lourenço Marques, actual Maputo, Moçambique (1955).[carece de fontes?]
No dia 9 de setembro de 1976, Eduarda Lapa faleceu na sua residência, no rés-do-chão do número 86 da Rua Capitão Renato Baptista, freguesia dos Anjos, em Lisboa, com 80 anos de idade, vitimada por uma broncopneumonia. Encontra-se sepultada no Cemitério do Alto de São João, na mesma cidade.
Foi uma das pintoras mais apreciadas pela crítica portuguesa da época, juntamente com Alda Machado Santos, Raquel Roque Gameiro, Maria de Lurdes Mello e Castro, Adelaide Lima Cruz e Clementina Carneiro de Moura.

## Homenagens
- Foi descerrada, pela Câmara Municipal de Lisboa, uma lápide no prédio, onde a pintora viveu e faleceu, na Rua Capitão Renato Baptista.[carece de fontes?]

- A Câmara Municipal de Lisboa atribuiu o seu nome a uma rua na Freguesia de Marvila. Para além dessa homenagem, existem ruas e avenidas com o seu nome nos concelhos de Almada (freguesia da Charneca de Caparica), Cascais (freguesias de Cascais e Estoril), Lourinhã, Seixal (freguesia de Corroios), Sesimbra, Tavira e Trancoso.[28]
- As suas obras encontram-se representadas em vários museus do país, nomeadamente no Museu da Guarda, no Museu Marítimo de Ílhavo, no Museu José Malhoa das Caldas da Rainha, no Museu Nacional Grão Vasco de Viseu, no Museu Nacional Soares dos Reis no Porto, e, em Lisboa, no Museu Nacional de Arte Contemporânea / Museu do Chiado, na Fundação Calouste Gulbenkian e na Academia das Ciências de Lisboa, assim como em colecções privadas no país e no estrangeiro, assim como nas Câmaras Municipais de Coimbra, Porto, Matosinhos e Trancoso.[24]
- Em 2007, cerca de 71 quadros e diversos objectos pessoais de Eduarda Lapa, foram doados à Câmara de Trancoso, por Maria Manuela de Almeida Lapa e Passos, sobrinha da artista, para serem expostos no Centro Cultural de Trancoso.[29]